# Liberatia
Liberatia là chi thực vật có hoa trong họ Acanthaceae.